# Сосновка (Стёксовский сельсовет)
Сосно́вка — село в Ардатовском районе Нижегородской области России. Входит в состав Стёксовского сельсовета.

## Этимология
Своим названием село обязано сосновым лесам, росшим когда-то вокруг села.

## Географическое положение
Село Сосновка находится на юго-западе Нижегородской области России, к северу от между автомобильной дороги Ардатов — Арзамас, на берегу озера, из которого на север, по оврагу Покалекуши течёт ручей — приток реки Нучи. 
Административный центр муниципального округа Ардатов находится в 16 км к юго-западу от Сосновки.
Село соединено на юге асфальтированной дорогой с шоссе Ардатов — Арзамас (расстояние 2 км) и далее с селом Заречным (5 км), а также просёлочными дорогами на северо-западе — с селом Выползово (расстояние 6 км), на северо-востоке — с деревней Кузгородь (4 км), на востоке — с селом Пашутино (3 км), на западе — с селом Ризадеево (4 км). Высота над уровнем моря около 157 метров.
Село Сосновка, как и вся Нижегородская область, находится в часовой зоне МСК (московское время). Смещение применяемого времени относительно UTC составляет +3:00.

## Административная принадлежность
Село Сосновка входит в состав Стёксовского сельсовета Ардатовского муниципального округа Нижегородской области Российской Федерации.

## Климат
Село находится в зоне умеренно-континентального климата, который характеризуется холодной продолжительной зимой и тёплым, но достаточно коротким летом. За год выпадает в среднем 450—550 мм осадков, из них 68 % — в виде дождя и 32 % — в виде снега. Среднегодовая относительная влажность воздуха — 76 %. Снежный покров достигает 50 см, а в особо снежные зимы может достигать одного метра и более.
Весна приходит резко, обычно к середине апреля, при этом вплоть до середины мая нередки заморозки. Лето сравнительно короткое и достаточно жаркое — в отдельные годы температура может достигать 36 °C. Шапка лета приходится на июль. В конце весны и лета нередки грозы — их может случаться до 20 за год, почти каждый год выпадает град. Осень приходит в сентябре и стоит до начала ноября, но уже в сентябре нередки заморозки. Зима наступает в начале ноября и продолжается до середины марта. Обычно первый снег выпадает в октябре и держится в течение пяти месяцев, сходит к 10—15 апреля. Почва промерзает на глубину 70—90 см.
Вегетационный период составляет 189 дней, продолжительность безморозного периода — 137 дней.

## Население
| Численность населения | Численность населения | Численность населения | Численность населения | Численность населения | Численность населения | Численность населения | Численность населения | Численность населения | Численность населения |
| 1719                  | 1859                  | 1890                  | 1916                  | 1978                  | 1992                  | 1999                  | 2002                  | 2010                  | 2021                  |
| --------------------- | --------------------- | --------------------- | --------------------- | --------------------- | --------------------- | --------------------- | --------------------- | --------------------- | --------------------- |
| 453                   | ↗649                  | ↘606                  | ↘471                  | ↘98                   | ↘53                   | ↘36                   | ↘25                   | ↘22                   | ↘15                   |

## Инфраструктура
В селе единственная улица Прудовая.